# Igreja de Jesus Cristo em Madagascar
A Igreja de Jesus Cristo em Madagascar (IJCM) - em malgaxe: Fiangonan' i Jesoa Kristy eto Madagasikara, geralmente abreviada como FJKM - é uma denominação reformada em Madagascar, formada em 1968, pela fusão das igrejas plantadas pela Sociedade Missionária Evangélica de Paris (Igreja Reformada Francesa), Associação de Missões Estrangeiras dos Amigos e da Sociedade Missionária de Londres.
Desde então, tornou-se a maior denominação protestante e segunda maior denominação cristã do país.

## História

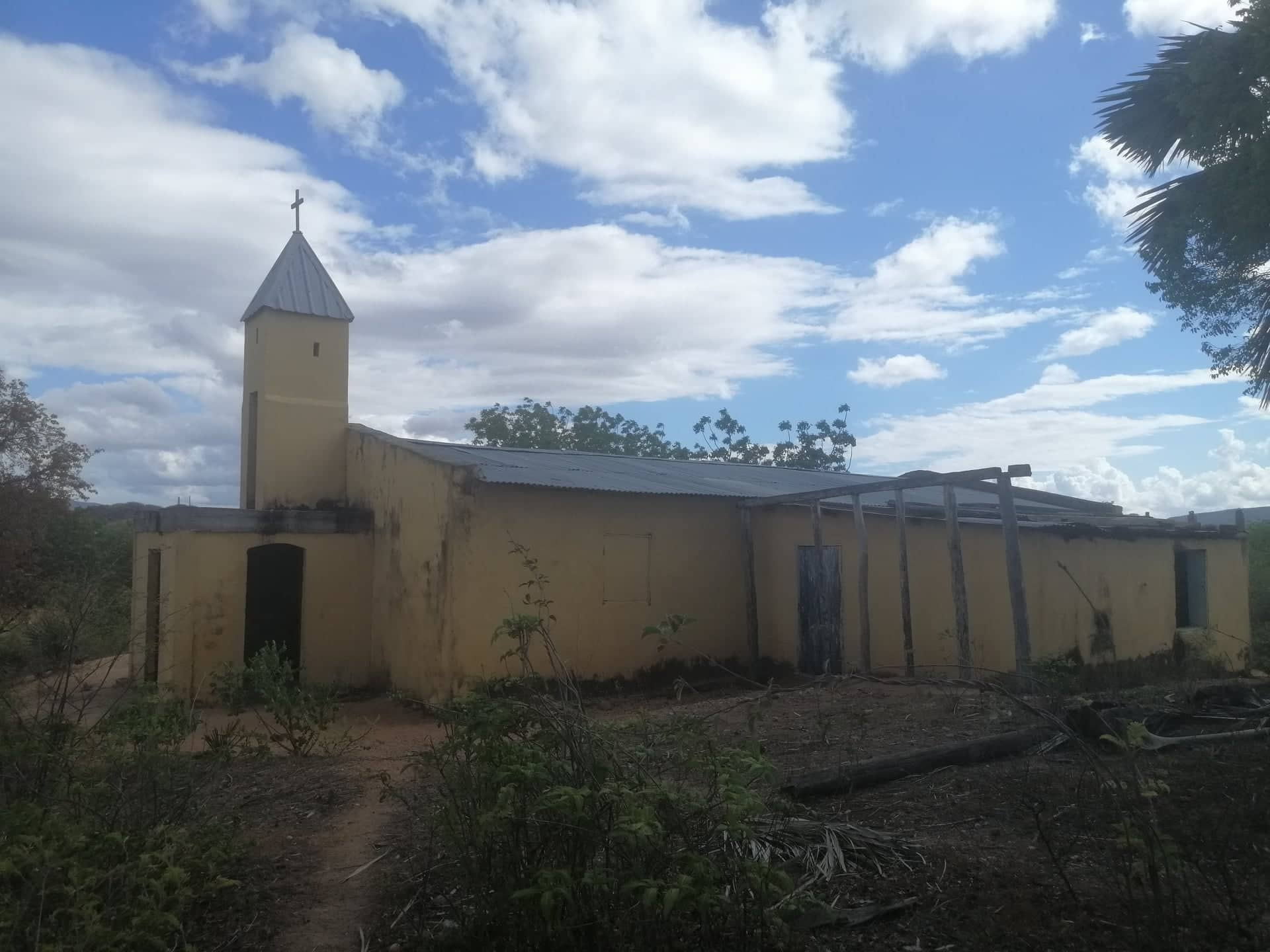
Uma igreja protestante em Antanananabo, uma aldeia do município de Maromokotra.

A Sociedade Missionária de Londres (SML) iniciou seu trabalho em Madagascar em 1818. Em 1867, a Associação de Missões Estrangeiras dos Amigos (AMEA) chegou ao país e em 1897 a Sociedade de Missões Evangélicas de Paris (SMEP) enviou seus primeiros missionários. 
As sociedades missionárias construíram igrejas e escolas e se espalharam por todo o país. 
O Cristianismo sofreu perseguição religiosa durante o reinado de Ranavalona I (1828-1861). Neste período, muitos cristãos foram martirizados e muitos se esconderam em cavernas. Nos dias do colonialismo e Menalamba, missionários como William, Lucy e Bloson Johnson foram mortos em Arivonimamo em 1895. Também Paul Minault e Benjamin Escande.
Em 1950, as três sociedades missionárias iniciaram o diálogo sobre a unidade, objetivando a formação de uma única denominação nacional.
Em 18 de agosto de 1968, o primeiro grande sínodo da missão tripartida e malgaxe foi realizado em Toamasina, formando a Igreja de Jesus Cristo em Madagascar. 
Desde então, a denominação cresceu, tornando-se a maior denominação protestante e segunda maior denominação cristã do país, atrás apenas da Igreja Católica Romana.
Em 2004, estimou-se que a denominação tinha cerca de 3.500.000 membros, em 5.795 igrejas e 1.200 ministros ordenados.
Em 2008, em pesquisa realizada pelo Afrobarômetro, 23% das pessoas entrevistas listaram a Igreja de Jesus Cristo em Madagascar como sua religião. À época, 23% da população correspondia a cerca de 4.392.080 pessoas.
No início de 2016, foi relatado pela própria igreja que ela tinha 5.053.087 membros, 7.200 igrejas e 1.500 ministros ordenados.
Em 2018, na mais recente pesquisa realizada pelo Afrobarômetro sobre religião no país, 20,3% das pessoas entrevistas listaram a Igreja de Jesus Cristo em Madagascar como sua religião. À época, 20,3% da população correspondia a cerca de 5.581.469 pessoas.
Em outubro de 2016 a denominação publicou das estatísticas mais recentes. Foi relatado que a igreja tinha cerca de 6 milhões de membros.

## Doutrina
A igreja subscreve o Credo dos Apóstolos e o Credo Niceno. Além disso, permite a ordenação de mulheres.

## Relações Inter-Eclesiásticas
A igreja é membro do Concílio Mundial das Igrejas e Comunhão Mundial das Igrejas Reformadas.